# Schizoporella pseudoerrata
Schizoporella pseudoerrata är en mossdjursart som beskrevs av Soule, Soule och Chaney 1995. Schizoporella pseudoerrata ingår i släktet Schizoporella och familjen Schizoporellidae. Inga underarter finns listade i Catalogue of Life.